# جون بيمبرتون
جون بيمبرتون (بالإنجليزية: John Pemberton)‏ هو عالم إنسان أمريكي، ولد في 1948.